# Algyroides fitzingeri
Algyroïde de Fitzinger, Algyroïde tyrrhénien
Espèce
Synonymes
- Notopholis fitzingeri Wiegmann, 1834

Statut de conservation UICN

 LC  : Préoccupation mineure
Algyroides fitzingeri est une espèce de sauriens de la famille des Lacertidae endémique de la Corse et de la Sardaigne, où on le rencontre principalement dans des milieux forestiers ou à végétation dense. C'est un lézard de couleur sombre, brun à gris tirant souvent vers le noir, plus clair sur sa face ventrale. Il a un corps et une tête plutôt aplatis et mesure environ 12 cm de long, dont les deux tiers sont représentés par sa longue queue. Ce reptile diurne se nourrit d'insectes et autres arthropodes. Il sort d'hivernation en avril. La femelle, ovipare, pond quatre œufs d'environ 8 mm en mai ou juin, qui éclosent entre fin juillet et début septembre. Ce lézard n'est pas considéré comme menacé, mais est tout de même protégé par la législation française − ainsi qu'italienne − au même titre que l'ensemble des espèces sauvages.

## Description

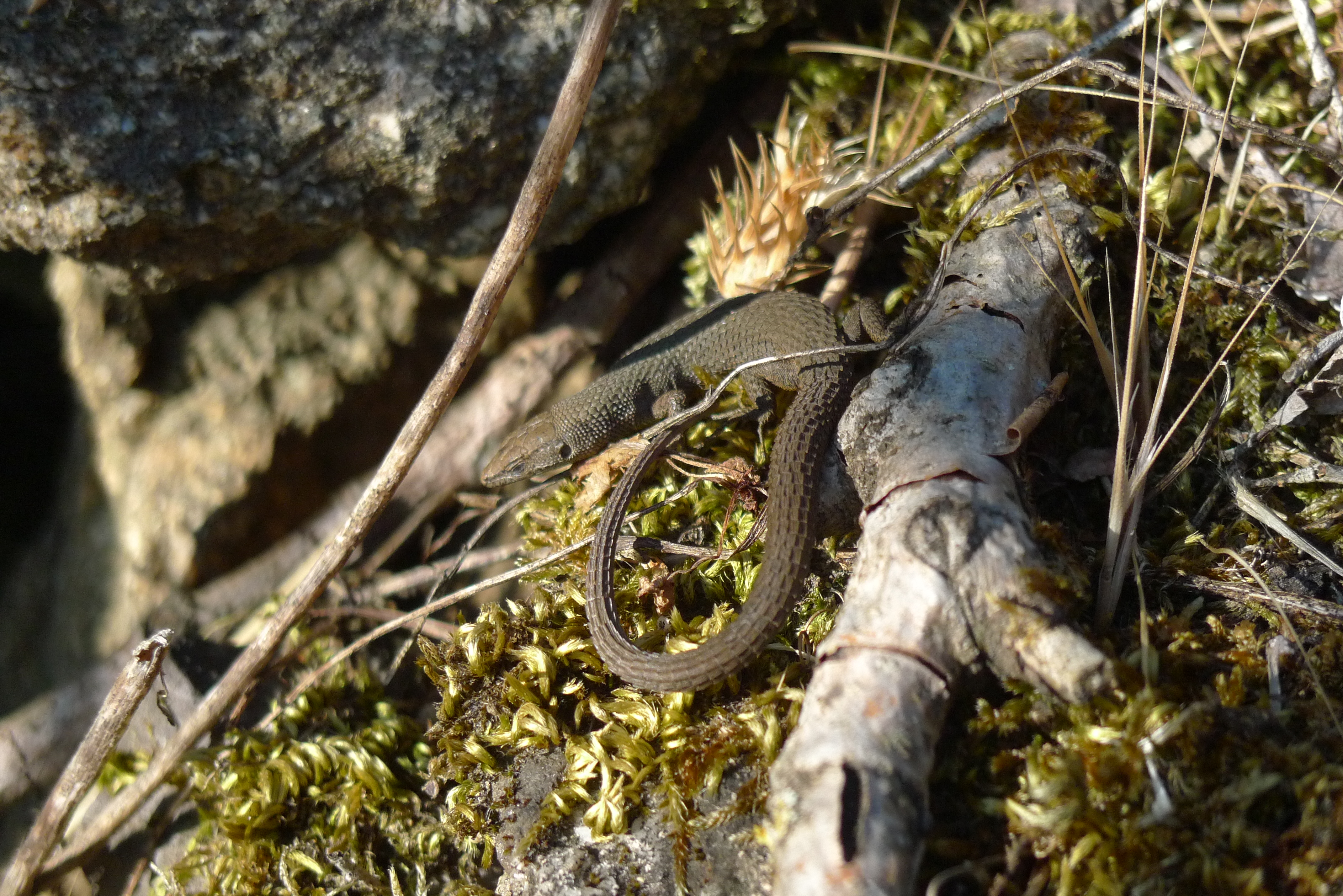
Algyroides fitzingeri

Ce lézard mesure en général moins de 12 centimètres, dont les deux tiers pour la queue qui est plutôt épaisse. Sa tête et son corps sont d'aspect aplati, et son écaillure dorsale et latérale est rugueuse, avec des écailles de grande taille, carénées, en pointe sur le dos et rectangulaires sur la queue. Les écailles de la tête sont lisses, avec une démarcation très nette entre celles-ci et celles du corps, au niveau du cou.
Les pattes sont typiques des Lacertidae, fine, plus petites à l'avant et pourvues de grands doigts terminés par une griffe, tout particulièrement sur les pattes arrière.
Il est de coloration unie généralement sombre : marron terne, brun, gris ou tirant sur le noir, avec parfois une ligne vertébrale noire. La face ventrale est jaune à orange − principalement chez les mâles − tirant sur le blanchâtre vers la gorge.

## Répartition et habitat
Cette espèce se rencontre en Corse en France et en Sardaigne en Italie. Elle fréquente principalement des milieux forestiers ou à végétation dense, mais peut aussi se rencontrer dans les broussailles, cultures, pentes rocheuses ou même murets, avec une préférence pour des zones de mi-ombre et proches de l'eau. Elle se rencontre du niveau de la mer jusqu'à 1 800 m en Sardaigne et jusqu'à 1 400 m en Corse. Elle est présente sur la quasi-totalité de la Corse à l'exception de la côte orientale, et se rencontre également sur la petite île de Gargalo.

## Biologie, mœurs
C'est un reptile diurne qui se nourrit d'insectes et autres arthropodes de petite taille. Comme tous les Lacertidae il est capable d'autotomie (perte volontaire de la queue). Il hiverne l'hiver et sort d'hivernation en avril.

### Reproduction
C'est une espèce ovipare. L'accouplement a lieu rapidement à la sortie d'hivernation et la femelle pond quatre œufs d'environ 8 mm en mai ou juin, qui éclosent entre fin juillet et début septembre.

## Taxinomie
Décrite à l'origine sous le nom de Notopholis fitzingeri par Arend Friedrich August Wiegmann en 1834 elle est plus tard décrite comme Lacerta Fitzingeri par Duméril & Bibron en 1839 avant d'être classée (pour le moment) définitivement dans le genre Algyroides par Engelmann et al. en 1993.
Aucune sous-espèce n'est référencée pour cette espèce.

Des études génétiques sur les populations corses et sardes semblent indiquer que ces deux groupes sont peu différenciés et que ces différences remontent au Pléistocène, période à laquelle ces deux îles étaient régulièrement reliées lors des variations du niveau de la mer. Les populations de Corse semblent proches de celles du nord de la Sardaigne et sont probablement issues de là étant donné la plus grande variabilité observée en Sardaigne. Elles évoluent désormais séparément depuis au moins 12 000 années. L'hypothèse d'une introduction à travers les activités humaines semble exclue.

## Menaces et protections
L'espèce est classée comme « Préoccupation mineure » (LC − Least Concern) sur la liste rouge de l'UICN ainsi par le comité français de l'UICN et n'est donc pas considérée comme en danger.
Son commerce n'est pas réglementé par la CITES.
Toutefois, comme quasiment toutes les espèces sauvages présentes en France, la loi interdit toute destruction ou capture de ces animaux, et elle dispose d'une protection similaire en Italie.
Il semble qu'elle puisse être en compétition locale avec une autre espèce endémique, le lézard Podarcis tiliguerta. Étant un lézard de petite taille il est la proie de divers oiseaux, mammifères et reptiles. L'intensification de l'agriculture − principalement en Sardaigne − et l'usage de pesticides peut constituer à terme un danger pour les populations de ce lézard.

## Étymologie
L'épithète spécifique de cette espèce, fitzingeri, lui a été donné en l'honneur du zoologiste autrichien Leopold Fitzinger (1802-1884).
Le nom vernaculaire « Algyroïde tyrrhénien », peu utilisé, fait référence à la mer Tyrrhénienne qui borde la Corse et la Sardaigne. Le nom vernaculaire plus courant « Algyroïde de Fitzinger » est la traduction en français du nom latin.

### Publication originale
- Wiegmann, 1834 : Herpetologia mexicana, seu Descriptio amphibiorum Novae Hispaniae quae itineribus comitis De Sack, Ferdinandi Deppe et Chr. Guil. Schiede in Museum zoologicum Berolinense pervenerunt. Pars prima saurorum species amplectens, adjecto systematis saurorum prodromo, additisque multis in hunc amphibiorum ordinem observationibus. Lüderitz, Berlin, p. 1-54 (texte intégral).
- W. E. Engelmann, et al., 1993 : Lurche und Kriechtiere Europas. Neumann Verlag (Radebeul, Germany), 440 pp.